# آوی بلوث
آوی بلوث (انگلیسی: Avi Bluth؛ زادهٔ ۱۲ سپتامبر ۱۹۷۴) سرلشکر نیروی زمینی اسرائیل است، که از ژوئن ۲۰۲۴ فرماندهی مرکزی اسرائیل را برعهده دارد، همچنین به‌عنوان فرمانده کالج فرماندهی و ستاد اسرائیل فعالیت می‌کند.
بلوث فعالیت نظامی را از سال ۱۹۹۳ در تیپ ۳۵ چترباز آغاز کرد، از ۲۰۱۵ تا ۲۰۱۷ فرمانده واحد ۲۱۲ بود، از ۲۰۱۷ تا ۲۰۱۸ فرماندهی تیپ ۸۹ عوز برعهده داشت، از ۲۰۱۸ تا ۲۰۲۱ به‌عنوان منشی نظامی نخست‌وزیر فعالیت می‌کرد و در فاصله سال‌های ۲۰۲۱ تا ۲۰۲۴ فرمانده لشکر ۸۷۷ یهودا و شومرون بود.